# Carmen Geiss
Carmen Geiss (geb. Schmitz, * 5. Mai 1965 in Köln) ist eine deutsche Unternehmerin, Fitnesstrainerin, Sängerin, Fernsehdarstellerin und ein ehemaliges Model. Sie ist die Ehefrau von Robert Geiss, mit dem sie gemeinsam in der Fernsehsendung Die Geissens – Eine schrecklich glamouröse Familie auftritt.

## Werdegang
Carmen Geiss stammt aus Köln. Sie wurde 1982 zur „Miss Fitness“ gewählt. In der zwischen 1994 und 1996 ausgestrahlten Sendung Rudis Urlaubsshow war sie als Begleitung von Rudi Carrell zu sehen.
1994 heiratete sie den Unternehmer Robert Geiss, in dessen Unternehmen sie zeitweise als Verkäuferin tätig gewesen war und mit dem sie die Töchter Davina (* 2003) und Shania (* 2004) hat.
Seit Januar 2011 ist sie mit Robert Geiss Hauptdarstellerin der Fernsehsendung Die Geissens – Eine schrecklich glamouröse Familie, in der das Leben ihrer Familie dargestellt wird. Für die Serie sang sie das Titellied Jet Set ein.
Im Mai 2013 veröffentlichte sie gemeinsam mit ihrem Mann und dem Ghostwriter Andreas Hock die Autobiografie Von nix kommt nix, mit der sie die Spiegel-Bestsellerliste erreichte. Einen Monat später erschien ihre zweite Solo-Single My City Miami, die von Harald Reitinger entwickelt und produziert wurde. Im Juni 2013 trat Geiss mit dem Lied im ZDF-Fernsehgarten auf. Geiss war Teilnehmerin der siebten Staffel von Let’s Dance (RTL) und belegte den dritten Platz.
Von 2014 bis 2016 wirkte sie zusammen mit ihrem Mann außerdem bei einer Werbekampagne von Verivox mit.
Im Dezember 2014 präsentierte Carmen Geiss ihr eigenes Fitness- und Ernährungsprogramm, das sie seitdem aktiv vermarktet. Geiss ist zudem die Geschäftsführerin der Roberto Geissini Verwaltungs GmbH, der Verwaltungsgesellschaft des gleichnamigen Modelabels, welches sie gemeinsam mit ihrem Mann Robert Geiss leitet. Im Mai 2021 gewann sie in der ProSieben-Show Schlag den Star gegen Claudia Effenberg.
Carmen Geiss hat einen Bruder. Seit 2022 besitzt sie gemeinsam mit ihrem Mann neben dem Wohnsitz bei Monaco und einem Landhaus bei St. Tropez auch eine Wohnung in Dubai. Am 14. Juni 2025, in der Nacht zum Sonntag, brachen vier bewaffnete Männer in das Anwesen in Saint-Tropez ein, entwendeten Wertgegenstände und verletzten die Eheleute Geiss.

## Diskografie

### Alben
- 2016: Der Burner

### Singles
- 2011: Ne, was ist das schön (mit Jürgen Drews)
- 2011: Jet Set
- 2013: My City Miami (mit C.G. Project)
- 2015: Was kostet die Welt?
- 2016: Without a Warning
- 2017: Island In The Carribean
- 2017: Christmas Fever (mit Aneta Sablik, Bars and Melody & Johnny Orlando)
- 2018: Er gehört uns beiden nicht mehr (mit Aneta Sablik / Doris Russo)
- 2019: Echter Freund (mit Michael Rauscher)

## Werke
- Carmen Geiss, Robert Geiss, Andreas Hock: Von nix kommt nix: Voll auf Erfolgskurs mit den Geissens. Heyne, 2013, ISBN 978-3-453-68010-4.